# سیاوش
سیاوُش یا سیاووش یا سیاوَخْش از شخصیت‌هایِ ایرانی در شاهنامه فردوسی، مردی جوان و خوش‌چهره و فرزندِ پهلوان و برومندِ کی‌کاووس و پدرِ کیخسرو است. سیاوش از شخصیت‌هایِ محوری در حماسهٔ ملّیِ ایران است. وی از شخصیت‌های افسانه‌ای و یکی از چهره‌هایِ مظلوم و بی‌گناهِ شاهنامه است. صفات بارز اخلاقی سیاوش، روحِ نیک و پاکدامنیِ اوست.

## واژه‌شناسی

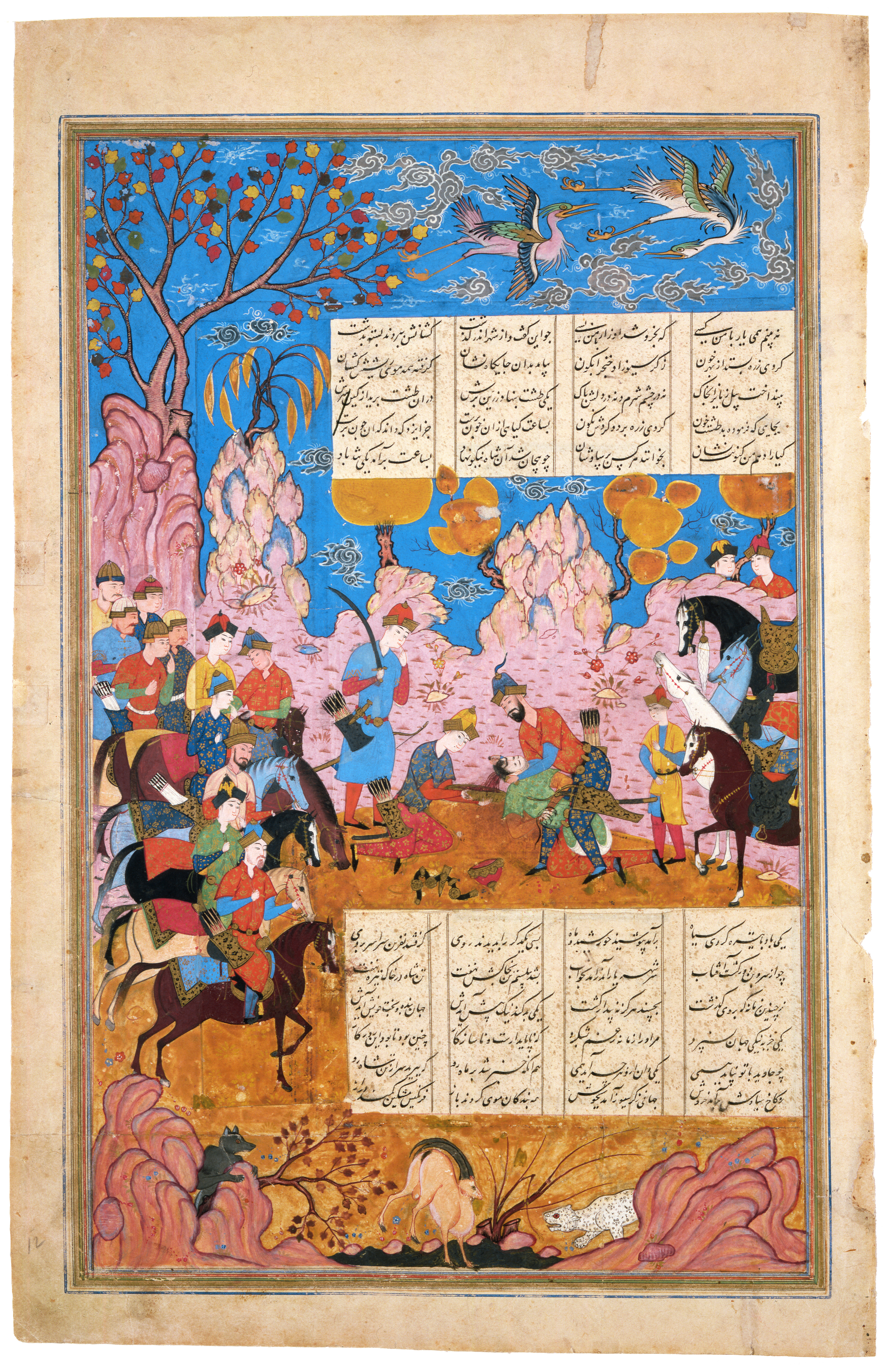
قتل سیاوش

سیاوَرْشَنْ، به‌معنیِ «صاحبِ اسبِ نرِ سیاه»، در اوستا در یشت ۱۳٫۱۳۲ به‌عنوان کَوی و سومین نامِ دربردارندهٔ اَشَوَن‌مرد ذکر شده است. تنها جزئیاتی که در اوستا آورده شده، این است که پسرش هَوسْرَوَ به‌خاطر قتل پدرش از فْرنگْرَسیَن انتقام گرفت. در آفَرینِ زرتشت، سیاوَرْشَنْ نمونهٔ یک مردِ زیباست. براساس متون پهلوی، او قلعهٔ کَنگ را ساخته است. طرح کلی داستانِ سیاوش و سودابه در بُنْدَهِشْن است: سیاوخش برای جنگ با افراسیاب به ترکستان رفت، اما به‌دلیل رفتار گناهکارانهٔ سودابه، به ایران بازنگشت. وی با یکی از دختران افراسیاب ازدواج کرد که کَیْ‌هُسْرُوی را از او داشت و در توران کشته شد. به‌گفتهٔ برآمدن شاه وَهْرامِ وَرْجاوَنْد در متون پهلوی، این رستم بود که انتقام سیاوخش را گرفت. این داستان توسط ثعالبی و فردوسی شرح داده شده است. همچنین مشاور افراسیاب پیران کسی است که سیاوش را به خُتَن می‌آورد و در آنجا سیاوش‌گرد می‌سازد. این روایت از ویژگی‌های بی‌شماری نیز برخوردار است که در داستان پسر اَشوکه، کوناله و پیدایش ختن نیز وجود دارد.

## تولد و دوران کودکی سیاوش
سیاوش از ازدواج زنی از سلالهٔ گرسیوز با کیکاووس زاده شد. نام مادرِ سیاوش در شاهنامه روشن نیست امّا نامادریِ او، سودابه – دختر شاه هاماوران – است. کیکاووس برای تربیت و آموزش مهارت‌های جنگی، او را به رستم سپرد تا وی را فنون نظامی بیاموزد. رستم او را با خود به زابلستان برد و سال‌ها سیاوش از خانه و خانواده دور و نزدِ رستم ماند. رستم، آیینِ سپهسالاری و کشورداری را به وی آموخت و برخی از شایسته‌ترین ویژگی‌هایِ خود را به وی منتقل ساخت.
| سواری و تیر و کمان و کمند    |  | عنان و رکیب و چه و چون و چند  |
| نشستن‌گه و مجلس و میگسار      |  | همان باز و شاهین و یوز و شکار |
| ز داد و ز بیداد و تخت و کلاه |  | سخن‌گفتن و رزم و راندن‌سپاه     |
| هنرها بیاموختش سربه‌سر        |  | بسی رنج‌ها بُرد و آمد به سر     |
| سیاوش چنان شد که اندر جهان   |  | همانندِ او، کَس نبود از مَهان    |

چون سیاوش از زابلستان به ایران بازگشت، کاووس وی را نواخت و به شادیِ آمدنِ فرزند، جشنی برپا کرد. سیاوشِ خوش‌چهره چنان بود که همه از زیبایی او در حیرت ماندند.
سودابه —نامادری سیاوش— پس از بازگشت سیاوش از زابل، با دیدن او شیفته‌اش شد. چنان‌که در نهان، پیکی بسوی سیاوش فرستاد و او را به شبستان خویش دعوت کرد؛ اما سیاوش دعوت او را نپذیرفت و همین باعث شد تا سودابه در تدارک دسیسه‌ای علیه سیاوش باشد. روز دیگر، سودابه نزد کیکاووس رفت و از وی خواست که سیاوش را به شبستان بفرستد تا وی از میان دختران حرم، همسری برای سیاوش برگزیند. سیاوش نیز به ناچار از دستور پدر اطاعت و به شبستان رفت:
| چو ایشان برفتند سودابه گفت   |  | که چندین چه داری سخن در نهفت |
| نگویی مرا تا مرادِ تو چیست    |  | که بر چهرِ تو فرّ چهر پریست    |
| هر آن‌کس که از دور بیند تو را |  | شود بیهُش و برگزیند تو را     |

اما سیاوش روی خوشی به سودابه نشان نداد و برگشت اما دوباره و برای بار سوم، سودابه او را به شبستان کشید. وقتی سیاوش به شبستان آمد، سودابه او را به نزد خویش خواند و خویش را به وی عرضه کرد، اما سیاوش برآشفت و با تلخ‌کامی برخاست. سودابه از ناچاری و برای حفظ حیثیت ـ با ناله و شیون ـ کاووس را به صحنه کشاند و سیاوش را متهم به خیانت ساخت:
| سیاوش بدو گفت هرگز مباد      |  | که از بهر دل سر دهم من به‌باد |
| چنین با پدر بی‌وفایی کنم      |  | ز مردی و دانش جدایی کنم      |
| تو بانوی شاهی و خورشیدِ گاه   |  | سزد کز تو ناید بدین‌سان گناه  |
| وزان تخت برخاست با خشم و جنگ |  | بدو اندر آویخت سودابه چنگ    |
| بدو گفت من راز دل پیش تو     |  | بگفتم نهان از بداندیش تو     |
| مرا خیره خواهی که رسوا کنی   |  | به پیش خردمند رعنا کنی       |

کاووس پس از شنیدن سخنان سودابه، در این اندیشه بود که سیاوش را به کیفر گناه بکُشد، اما نخست طبق عادت باستان، آزمایشی لازم بود تا گناهش محرز گردد. نخست، جامه و دست سودابه را بویید و در آن رایحهٔ مُشک و گلاب و شراب یافت ولی از سر و روی سیاوش، بویی به مشامش نرسید. پس دانست که سودابه بیراه سخن گفته است و پسرش سیاوش بی‌گناه است:
| ز سودابه بوی می و مُشک ناب   |  | همی یافت کاووس بوی گلاب |
| ندید از سیاوش بدان گونه بوی |  | نشان بسودن نبود اندروی  |

## آزمون آتش

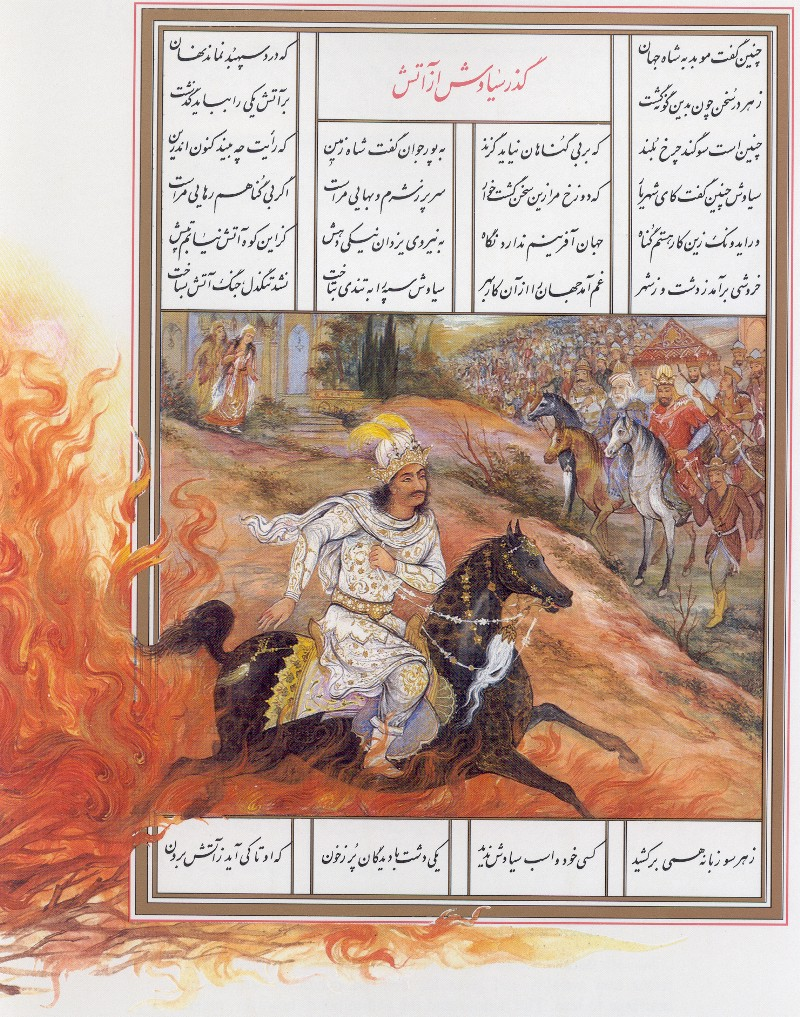
گذر سیاوش از آتش

هنگامی‌که کیکاووس به ناراستی سخنان سودابه پی‌برد، خواست که وی را بکُشد اما از شاه هاماوران اندیشه کرد که به کین‌خواهی برخواهد خاست؛ پس به توصیهٔ موبدان، آتشی برپا کرد تا به این رسمِ باستانی، گناهکار را از بی‌گناه جدا کند.
| چنین گفت کاندر نهان این سخُن   |  | پژوهیم تا خود چه آید به بُن  |
| ز پَهلو همه موبدان را بخواند   |  | ز سودابه چندی سخن‌ها براند   |
| چنین گفت موبد به شاهِ جهان     |  | که دردِ سپهبد نمانَد نهان     |
| چو خواهی که پیدا کنی گفتگوی   |  | بباید زدنْ سنگ را بر سبوی    |
| که هر چند فرزند، هست ارجمند   |  | دلِ شاه از اندیشه یابد گزند  |
| وزین دخترِ شاهِ هاماوران        |  | پُر اندیشه گشتی به دیگر کران |
| ز هر در سخن چون بدین گونه گشت |  | بر آتش یکی را بباید گذشت    |
| چنین است سوگندِ چرخِ بلند       |  | که بر بی‌گناهان نیاید گزند   |

سیاوش شخصیتی است که اهلِ سازش است و یکسره از خشونت دوری می‌کند. با اینکه کاووس می‌داند که سودابه گناهکار است، با این‌حال بر رأیِ موبدان و انتخابِ خودِ سیاوش، «گذشتن از آتش» را برای راستی‌آزمایی می‌پذیرد. اما سودابه تن به آزمون نمی‌دهد و سر می‌پیچد.
| هیونان به هیزم‌کشیدن شدند |  | همه شهرِ ایران، به‌دیدن شدند |
| به صد کاروانِ اُشتر سرخ‌موی |  | همی هیزم آورد پرخاشجوی     |
| نهادند هیزم دو کوه بلند  |  | شمارش گذر کرد بر چون‌وچند   |

پس سیاوش آزمون آتش را پذیرفت؛ روز بعد از کوه آتش که کاووس برافروخته بود با جامه سپید و کافور زده با اسب شبرنگ خویش که بهزاد نام داشت، وارد میدان شد و کاووس را آشفته یافت:
| سیاوش بیامد به پیشِ پدر     |  | یکی خودِ زرین نهاده به‌سر    |
| هُشیوار و با جام‌هایِ سپید    |  | لبی پر ز خنده دلی پر امید  |
| یکی تازیی بر نشسته سیاه    |  | همی خاکِ نعلش برآمد به ماه  |
| پراگنده کافور بر خویشتن    |  | چنان چون بود رسم و ساز کفن |
| بدانگه که شد پیشِ کاووس باز |  | فرود آمد از باره بردش نماز |
| رخِ شاه‌کاووس پُر شرم دید     |  | سخن گفتنش با پسر نرم دید   |
| سیاوش بدو گفت اَندُه مدار    |  | کزین سان بود گردشِ روزگار   |

سیاوش پس از دلداری دادن پدر، کفن‌پوش با اسب به میانهٔ آتش زد و تندرست از آن‌سوی بیرون آمد:
| سیاوش سیه را به‌تندی بتاخت  |  | نشد تنگدلْ جنگ آتش بساخت    |
| ز هر سو زبانه همی برکشید   |  | کسی خود و اسپ سیاوش ندید   |
| یکی دشت با دیدگان پر ز خون |  | که تا او کی آید ز آتش برون |
| چو او را بدیدند برخاست غو  |  | که آمد ز آتش برون شاه نو   |

پس چون بی‌گناهی سیاوش بر شاه مسلّم شد، شاه خواست که سودابه را به قتل رساند اما سیاوش میانجیگری کرده و مانع شد و خواهانِ بخشش سودابه از سوی شاه شد و کی‌کاووس نیز سودابه را بخشید و از گناه او چشم پوشید.

## رفتن به مرزهای ایران
بعد از مدتی سپاه توران به مرزهای ایران حمله کرد. سیاوش برای این‌که از گزندِ سودابه در امان باشد، اجازه می‌خواهد که به جنگ افراسیاب برود و پس از درخواستِ سیاوش برای سپه‌سالاری لشکرِ شاه، کاووس سریعاً پذیرفت و او را همراه دیگر بزرگان مانند رستمِ دستان راهی نبرد با افراسیاب نمود. سیاوش به‌همراهِ رستم در جنگ پیروزی‌های بزرگی به دست آورد و بلخ را نیز گرفت و برای گرفتنِ سُغد و ادامهٔ جنگ با افراسیاب به سفر رهسپار شد. اما افراسیاب برای خوابِ بدی که دیده بود از جنگ با سیاوش انصراف داده و گرسیوز را می‌فرستد تا با سیاوش از درِ آشتی درآید و برای آشتی، صد گروگان نیز به وی بدهد.

### رفتنِ رستم از میدان
سیاوش پیشنهادهای صلحی که از سوی سپاهِ افراسیاب داده شده را به رستم می‌سپارد تا نزدِ کاووس رفته و از وی تعیین تکلیف کند. اما کی کاووس خواهان ادامه جنگ می‌شود و رستم از تصمیم‌های کاووس خشمگین شده و به‌قهر به زابلستان برمی‌گردد و کاووس نیز به‌جای رستم، توس را به سوی سیاوش می‌فرستد.

### بازگشتِ پاسخ از کاووس و جدایی
سیاوش در بازگشتِ پاسخ، بسیار سرخورده می‌شود زیرا در می‌یابد که باید گروگان‌ها کشته شوند و جنگ ادامه یابد. پس گروگان‌ها را به افراسیاب پس می‌دهد و خود نیز از سپاه جدا می‌شود.

## سیاوش در توران

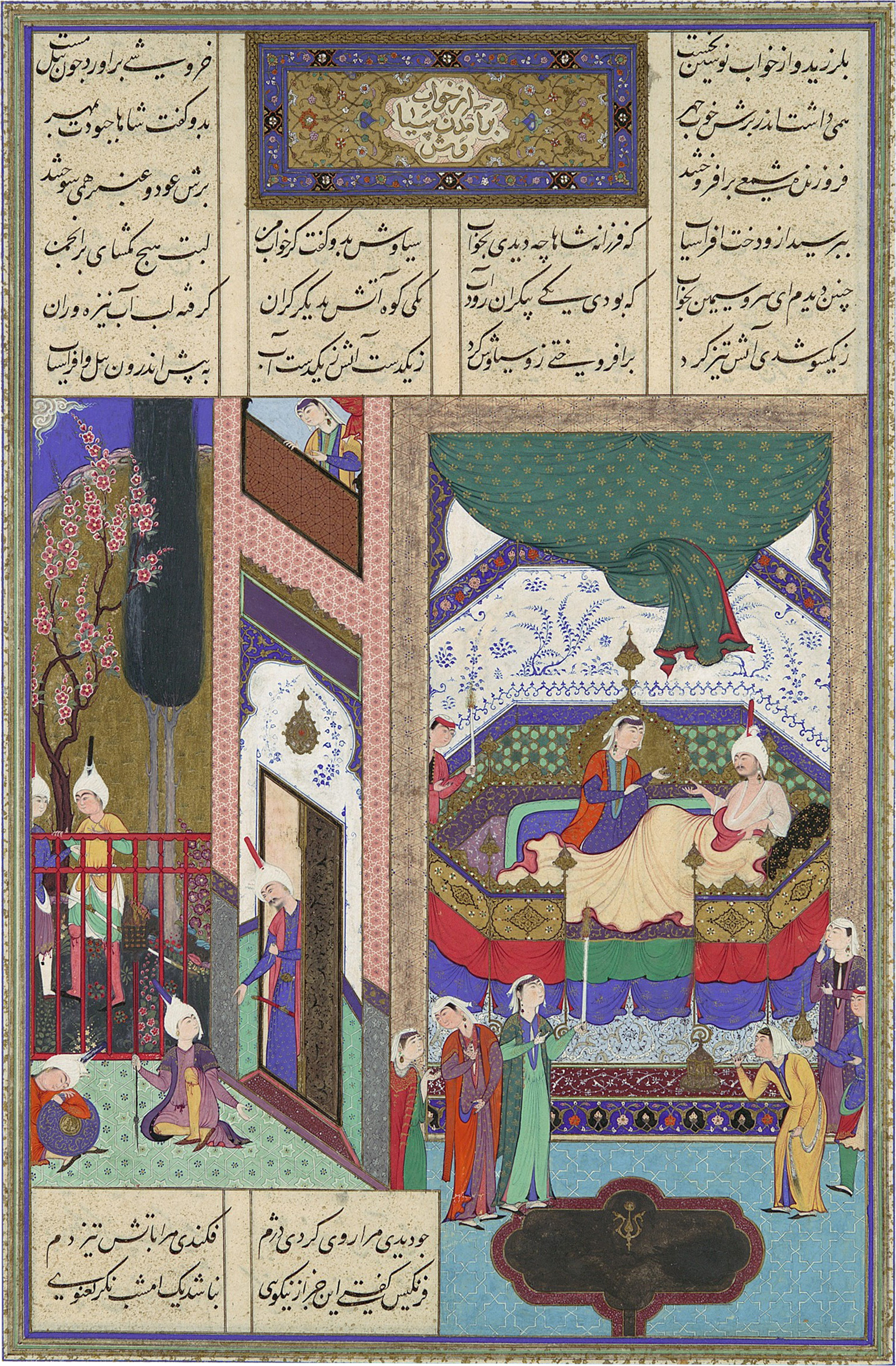
سیاوش کابوسش را برای فرنگیس بازگو می‌کند؛ از شاهنامه تهماسبی، منسوب به محمد قدیمی گیلانی، حدود ۱۵۲۵، مجموعه موزه متروپولیتن، شماره شناسائی اثر در موزه: ۱۹۷۰٫۳۰۱٫۲۹

سیاوش در توران مورد استقبال و میهمان نوازی قرار گرفت و به پیشنهادِ سران توران، دو بار ازدواج کرد. بار نخست با دختر پیران ویسه بنام جریره ازدواج کرد سپس به پیشنهادِ پیران با یکی از دختران افراسیاب بنام فرنگیس ازدواج کرد. مدتی پس از ازدواج سیاوش با فرنگیس، افراسیاب حکومت بخشی از سرزمینِ توران تا ساحل دریای چین را به سیاوش می‌سپارد. سیاوش نیز در کنار دریا، شهری به نام گنگ دژ می‌سازد. اما ستاره‌شناسان، ساختن شهر را پدیدهٔ فرخنده‌ای نمی‌دانند و تقدیر شومی را برای سیاوش پیش‌بینی می‌کنند. آبادگری‌های سیاوش، حسادت نزدیکان افراسیاب –به‌ویژه برادرش گرسیوز– را برمی‌انگیزد. بگونه‌ای که گرسیوز در هرحالتی به بدگویی از سیاوش نزد افراسیاب می‌پردازد.
سیاوش کم‌کم در غربت، نگران آینده می‌شود و شبی خواب بدی می‌بیند و نتیجه می‌گیرد که مرگش نزدیک است. اصرار فرنگیس بر فرار را هم نمی‌پذیرد و به فرنگیس خبر می‌دهد که پسری به دنیا می‌آورد و بایسته است که نام وی را کیخسرو بگذارد و اوست که کینِ سیاوش را خواهد ستاند. سیاوش همهٔ جواهرات و نشان‌های سلطنتی‌اش را نابود و همهٔ اسب‌هایش بجز «شبرنگ بهزاد» را سر می‌بُرد. به شبرنگ بهزاد می‌گوید که ازین پس آزاد باش و به جز کیخسرو به کسی رام نباش:
| چنین گفت شبرنگ بهزاد را |  | که فرمان مبر زین سپس باد را |

## مرگ سیاوش

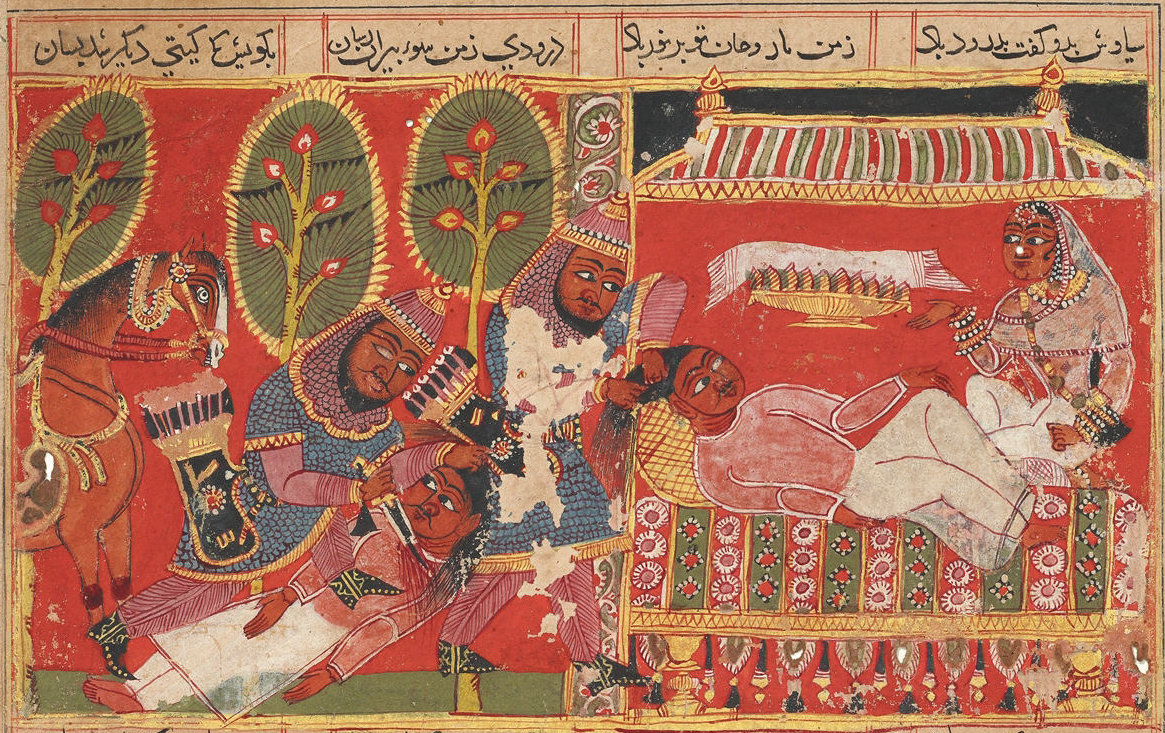
چو از شهر وز لشکر اندر گذشت،
کشانش ببردند بر سوی دشت
ز گرسیوز آن خنجر آبگون،
گروی زره بستد از بهر خون
بیفگند پیل ژیان را به خاک،
نه شرم آمدش زان سپهبد نه باک
یکی تشت بنهاد زرین برش،
جدا کرد زان سرو سیمین سرش

روزی گرسیوز به سیاوش‌گرد رفته و در آنجا سیاوش را به کشتی دعوت می‌کند. اما سیاوش به او می‌گوید که نمی‌خواهد گرسیوز را در برابر سپاهیانش سرافکنده کند. پس به او می‌گوید که دو تن از پهلوانان تورانی را انتخاب کند و گرسیوز نیز چنین می‌کند. سپس سیاوش هر دو را - که یکی از آن‌ها گروی زره بود - بر زمین می‌زند و آن‌ها را شکست می‌دهد و به نوعی باعث تحقیر شدن سپاهیان تورانی می‌گردد. همین مسئله کینه او را در دل گرسیوز می‌افکند. او در بازگشت به توران به افراسیاب می‌گوید که سیاوش در سیاوخش‌گرد، خودش را شاه خوانده و هدایایی از چین و روم در آنجا دیده می‌شود. بدین گونه به صورت غیرمستقیم به افرسیاب می‌گوید که او قصد شوریدن علیه تاج‌وتخت را دارد. اما شاه توران حرف‌های او را ابتدا باور نمی‌کند و به همین دلیل به او می‌گوید که به آنجا برو و او را به شهر گنگ (پایتخت توران زمین) دعوت کن.
گرسیوز راهی سیاوش‌گرد می‌شود و پیش از رسیدن، پیکی به کاخ سیاوش می‌فرستد و به شاهزاده می‌گوید که بهتر است استقبالی از او (گرسیوز) صورت نگیرد و سیاوش نیز چنین می‌کند. زمانی که گرسیوز به کاخ می‌رسد، به او می‌گوید افراسیاب از دست تو عصبانی است و می‌خواهد که همین حالا به شهر گنگ بروی، اما تو به آنجا نرو و بهانه ای بیاور زیرا در صورتی که راهی آنجا شوی، مرگت حتمی است. سیاوش نیز نامه ای می‌نویسند و آن را مهر کرده و به گرسیوز می‌دهد.
زمانی که گرسیوز به بارگاه افراسیاب می‌رسد، به او می‌گوید سیاوش هیچ استقبالی از من به عمل نیاورد، این نامه را داد و خود نیز از سفر به پایتخت سر باز زد. افراسیاب نامه را باز می‌کند و خلاصه نامه این چنین است که به دلیل مریضی فرنگیس و اداره امور سیاوش‌گرد، سیاوش نمی‌تواند خودش را به شهر گنگ برساند. با همه این‌ها شاه از سخنان‌های گرسیوز اطمینان پیدا کرد.
سپس دستور می‌دهد تا سپاه شاهی را آماده کنند و مسیر سیاوش گرد در پی می‌گیرد. زمانی که به آنجا می‌رسند، گرسیوز به صورت پنهانی نامه ای برای سیاوش می‌نویسد و می‌گوید که جانت را بردار و فرار کن که شاه بسیار از دست تو عصبانی است. اما سیاوش که می‌پندارد که با فرار کردن گناهکار بودن خودش را ثابت کرده، به همراه سیصد تن از سربازان ایرانی به استقبال افراسیاب می‌رود و در برابر او از اسب پیاده می‌شود و خود را تسلیم می‌کند اما فایده‌ای نکرد. شاه دستور می‌دهد تمام سیصد همراهش را بکشند و خودش را نیز سر ببرند و فرنگیس را نیز آنقدر بزنند تا بچه اش کشته شود و سیاوش گرد را نیز به آتش بکشانند.
در نهایت گرسیوز و گروی زره سیاوش را به زیر درختی در نزدیکی دیوارهای سیاوش گرد می‌برند و گروی زره سر از تنش جدا می‌کند.

## پس از مرگ سیاوش
وقتی خبر کشته شدن سیاوش به ایران رسید، شاه و مردم کشور سراسر در غم و ماتم فرورفت. کاووس با بزرگان ایران‌زمین، به سوگ سیاوش نشست. این خبر وقتی به رستم رسید، رستم جز سوگ و خشم چیزی نداشت که بازگوید. پس به آمل می‌آید و سودابه را به کیفر هوس‌های ناپاکش –که دلیلی بر مرگ سیاوش بود– می‌کُشد. چون خبر کشته شدن سیاوش به ایران می‌رسد، شور و فغان برمی‌خیزد و ایرانیان آماده کارزار می‌شوند پس از آن نبرد و ستیزها درگرفته و سرانجام، کیخسرو به انتقام خون پدر، افراسیاب را می‌کشد.
| چو آگاهی آمد به کاووس‌شاه     |  | که شد روزگار سیاوش تباه    |
| به‌کردار مرغان سرش را ز تن    |  | جدا کرد سالار آن انجمن     |
| ابر بی‌گناهش به خنجر به‌زار    |  | بریدند سر زان تن شاه‌وار    |
| چو این گفته بشنید کاووس‌شاه   |  | سرِ نامدارش نگون شد ز گاه   |
| بر و جامه بدرید و رخ را بکند |  | به خاک اندر آمد ز تختِ بلند |
| برفتند با مویه ایرانیان      |  | بدان سوگ بسته به زاری میان |

## سوگِ سیاوش
سوگ سیاوش یا سیاوشان، نام آئین و نیز اماکنی است که در آن‌ها سوگ سیاوش گرفته می‌شده است. نشانه‌های سوگ سیاوش بر آثار سفالی کهن خوارزم و فرارود (ماوراءالنهر)، نقاشی‌های دیواری پنجکنت سغد، آثار سفالی جدیدتر و نیز در برخی از آئین‌های عزا و تعزیه در ایران امروز باقی‌مانده است. شواهد دیگری از بخش‌های اصیل اسطوره سیاوش، از جمله هنر مینیاتور ایران هم بازمانده است.

## فرزندان سیاوش
ثمرهٔ ازدواج سیاوش و جریره پسری است به نام فرود. فرزندِ سیاوش و فرنگیس پسری است به نام کیخسرو. فرود به معنای فروتن و کسی است که به نرمی با دیگران رفتار می‌نماید.

## اشکِ سیاوش

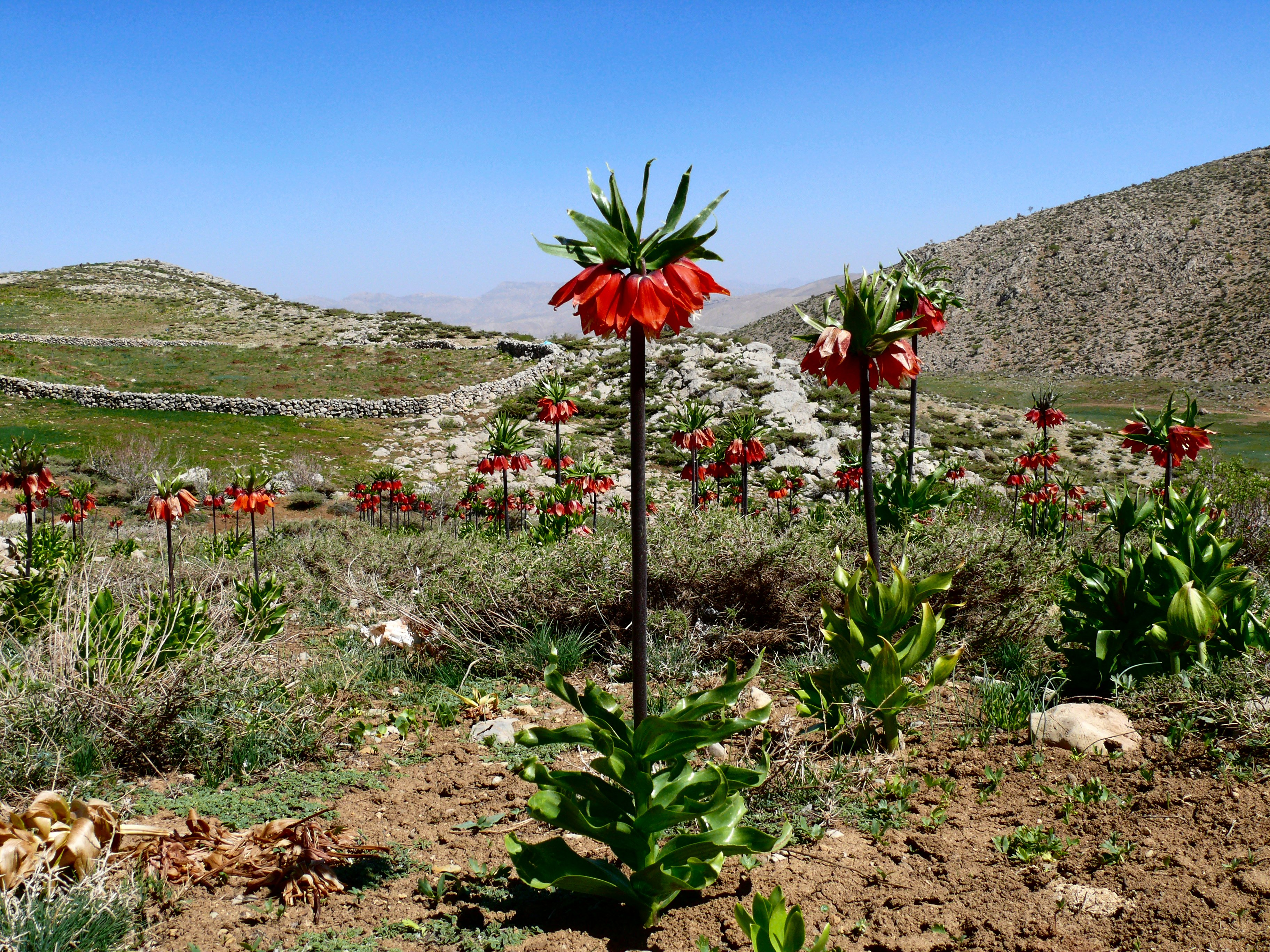

گل لاله واژگون در ارتفاعات زاگرس می‌روید. این گل در لرستان و برخی دیگر از مناطق ایران مانند پاوه به نام «گل اشک سیاوش» نامیده می‌شود. گویند این گل در آن زمان که گلویِ سیاووشِ پاک‌نهاد با تیغِ تیزِ گروی زرهِ خونریز —آن پلیددژخیمِ بدنهاد— آشنا می‌شد، گواهِ آن رخداد بود. از پسِ آن اندوه، گلگونه‌رُخ، سر به زیر افکند تا آرام‌آرام اشک بریزد بر بی‌گناهیِ سیاووش.
| چو سرو سیاوش نگونسار دید |  | سراپرده دشت خونسار دید  |
| بیفکند سر را ز اندُه نگون |  | بشد زان سپس لالهٔ واژگون |

لاله واژگون یا لاله نگونسار، در نقش سرستون‌های ساسانی‌ها هم در موزه طاق بستان در کنار نقش پادشاهِ ساسانی دیده‌می‌شود.